# John Sanderson
Trung tướng John Murray Sanderson, AC (sinh ngày 4 tháng 11 năm 1940) là một sĩ quan cao cấp của Lục quân Úc đã nghỉ hưu, từng là Tư lệnh Lục quân từ năm 1995 đến 1998, và sau đó là Thống đốc Tây Úc thứ 29 từ năm 2000 đến 2005.

## Thiếu thời
Chào đời ở Geraldton, Tây Úc vào ngày 4 tháng 11 năm 1940, John Sanderson hoàn thành chương trình giáo dục trung học tại Trường Trung học Bunbury vào năm 1957 trước khi nhập học Đại học Quân sự Hoàng gia, Duntroon vào năm 1958. Ông tốt nghiệp vào năm 1961 và được đưa vào Công binh Hoàng gia Úc trong tháng 12 năm 1961.

## Binh nghiệp
Sau khi lấy bằng sau Đại học ngành Kỹ sư xây dựng dân dụng tại Viện Công nghệ Hoàng gia Melbourne, Sanderson đã giữ hàng loạt chức vụ trong trung đoàn bao gồm Phó Tư lệnh Phân đội 10 Dã chiến và Tư lệnh Phân đội và Sĩ quan Xây dựng Phân đội Xây dựng số 21 chuyên về phục vụ hành quân ở Sabah, Malaysia. Ông được thăng cấp đại úy vào năm 1965.
Sau mười tám tháng làm sĩ quan tham mưu cho Trưởng Bộ phận Công binh, ông được bổ nhiệm làm Giảng viên Trao đổi tại Trường Kỹ thuật Công binh Hoàng gia ở Chattenden, Vương quốc Liên hiệp Anh và Bắc Ireland từ năm 1967 đến 1969. Ông trở về Úc để chỉ huy Phân đội Xây dựng số 23 tại Holsworthy Barracks, trước khi nắm quyền chỉ huy Phân đội Xây dựng số 17 ở Việt Nam Cộng hòa vào cuối năm 1970.
Trở về Úc vào cuối năm 1971, ông là Giảng viên cao cấp tại Trường Kỹ thuật Công binh trong suốt năm 1972 trước khi theo học Trường Sỹ quan Chỉ huy và Tham mưu ở Fort Queenscliff vào năm 1973.
Sanderson được thăng cấp Trung tá năm 1975 sau khi phục vụ trong một thời gian ngắn với tư cách là một Sĩ quan tham mưu tại Tổng hành dinh Bộ Tư lệnh Dã chiến quân. Lần đầu ông được bổ nhiệm làm Sĩ quan tham mưu cấp 1 trong Ban Giám đốc Công binh rồi với tư cách là Giảng viên Trao đổi tại Trường Tham mưu, Camberley của quân đội Anh tới hai năm (1976–1978).
Sanderson nắm quyền chỉ huy Trung đoàn 1 Công binh Dã chiến từ năm 1979 đến 1980, và sau đó theo học Trường Chỉ huy và Tham mưu Liên ngành vào năm 1981. Sanderson được bổ nhiệm làm Trợ lý Quân sự cho Tổng Tham mưu trưởng vào cuối năm 1981, đảm nhiệm chức vụ này cho đến khi được thăng cấp Đại tá lên làm Giám đốc Kế hoạch Lục quân vào năm 1983.
Từ tháng 6 năm 1985 đến giữa năm 1986, ông theo học trường Đại học Chiến tranh Lục quân Hoa Kỳ, trở về Úc với cấp bậc Thiếu tướng. Sau một thời gian sáu tháng làm Chủ tịch Ủy ban Rà soát Quân Trừ bị, ông nắm quyền chỉ huy Lữ đoàn 1 tại Holsworthy.
Sanderson từng là Tham mưu trưởng Bộ Tư lệnh Lục quân trong một thời gian ngắn vào năm 1989 và sau đó được thăng cấp Thiếu tướng và được bổ nhiệm làm Trợ lý Trưởng Bộ phận Chính sách Quốc phòng. Trong vai trò này, ông được giao nhiệm vụ phát triển và thực hiện những cải cách lớn cho Ban Tham mưu cấp cao Lực lượng Phòng vệ Úc, điều này dẫn đến việc ông trở thành Trợ lý Trưởng Bộ phận Phát triển Lực lượng Phòng vệ đầu tiên vào cuối năm 1989.
Từ tháng 10 năm 1991, Sanderson tham gia trực tiếp vào quá trình của Liên Hợp Quốc để mang lại hòa bình cho Campuchia, đầu tiên là cố vấn cho Tổng Thư ký Liên Hợp Quốc, và sau đó từ tháng 3 năm 1992, trong quân hàm Trung tướng, với tư cách là Tư lệnh chỉ huy 16.000 quân quốc tế hùng mạnh của Cơ quan chuyển tiếp Liên Hợp Quốc tại Campuchia (UNTAC).
Sau khi hoàn thành trọn vẹn nhiệm vụ của Liên Hợp Quốc vào tháng 10 năm 1993, Sanderson trở về Úc để được bổ nhiệm làm Tư lệnh Lực lượng Liên quân Úc đầu tiên (hiện là Tham mưu trưởng Liên quân), và phát triển vai trò này cho đến khi trở thành Tổng Tham mưu trưởng vào tháng 6 năm 1995. Chức vụ được đổi tên thành Tư lệnh Lục quân vào năm 1997, và Sanderson tiếp tục ở vị trí này cho đến khi ông nghỉ hưu vào ngày 23 tháng 6 năm 1998.

## Thống đốc Tây Úc
Vào ngày 18 tháng 8 năm 2000, Sanderson tuyên thệ nhậm chức Thống đốc thứ 29 của Tây Úc.
Sanderson nghỉ hưu với tư cách là Thống đốc Tây Úc vào tháng 6 năm 2005 sau khi hết nhiệm kỳ, nhưng đồng ý ở lại đến ngày 31 tháng 10 năm 2005 để hỗ trợ cho việc chuyển đổi sang thống đốc mới. Người kế vị của ông, Ken Michael, đã tuyên thệ nhậm chức vào ngày 18 tháng 1 năm 2006.

## Ấn phẩm
- 1999 Australia's role in Asia
- 1999 International humanitarian law and the Balkans: the dilemma of a superpower
- 2005 Ride the whirlpool: selected speeches of Lieutenant General John Sanderson AC Governor of Western Australia 2000–2005, University of Western Australia Press. (Table of Contents, Catalogue entries: NLA)
- 2009 The reconciliation journey

## Huân chương và huy chương
|                                         | Huân chương Úc Bạn hữu (AC)                                       | 26 tháng 1 năm 1994 Vì công trạng xuất sắc và thực hiện nhiệm vụ đặc biệt cho Lực lượng Phòng vệ Úc, đặc biệt là Tư lệnh UNTAC – Cơ quan chuyển tiếp Liên Hợp Quốc tại Campuchia. |
| Huân chương Úc Sĩ quan (AO)             | 26 tháng 1 năm 1991                                               | |
| Huân chương Úc Thành viên (AM)          | 26 tháng 1 năm 1985 Với tư cách Giám đốc Kế hoạch – Cục Lục quân. | |
|                                         | Huân chương Hiệp sĩ St John                                       | 27 tháng 11 năm 2003 |
|                                         | Huy chương Quân nhân Tại ngũ Úc 1945–1975                         | với cái móc VIETNAM |
|                                         | Huy chương Chiến công                                             | |
|                                         | Huy chương Việt Nam                                               | |
|                                         | Huy chương Quân nhân Tại ngũ Úc                                   | |
|                                         | Huy chương Thế kỷ                                                 | 1 tháng 1 năm 2001 |
|                                         | Huy chương Lực lượng Phòng vệ với Ngôi sao Liên bang              | vì 40 năm phục vụ |
|                                         | Huy chương Quốc gia với Ngôi sao Liên bang                        | vì 15 năm phục vụ (14 tháng 7 năm 1977) |
|                                         | Huy chương Phòng vệ Úc                                            | |
|                                         | Huy chương Chiến dịch Việt Nam                                    | (Việt Nam Cộng hòa) |
|                                         | Huy chương Cơ quan chuyển tiếp Liên Hợp Quốc tại Campuchia        | UNTAC (Liên Hợp Quốc) |
|                                         | Huân chương Chữ thập lớn Hoàng gia Campuchia                      | (Campuchia) 2006 |
|                                         | Quân công Bội tinh                                                | (Mỹ) vì thời gian phục vụ trong khu vực và đồng minh. |
| Ribbon of the Meritorious Unit Citation | Chiến công Bội tinh với Ngôi sao Liên bang                        | 2014 |